# Manson Family Vacation
Manson Family Vacation è un film del 2015 diretto da J. Davis.

## Trama
Due fratelli decidono di fare un tour dei luoghi legati agli omicidi del 1969 di Charles Manson e della sua setta. Uno è un devoto padre di famiglia, l'altro è un hippy devoto alla "Family".

## Accoglienza
Manson Family Vacation venne accolto da recensioni favorevoli da parte della critica cinematografica. Sull'aggregatore di recensioni Rotten Tomatoes ha una valutazione del 100%, basata su 14 recensioni da parte di critici professionisti, con un punteggio globale di 6.9/10.
Justin Chang di Variety recensì positivamente il film scrivendo: "È un esempio del drammatico equilibrio del film e della sua integrità emotiva che entrambi i protagonisti finiranno per suscitare la simpatia o il disprezzo dello spettatore in diversi punti della storia, in modo che entro la fine di Manson Family Vacation, siamo sempre stati al fianco di questi personaggi".